# Wrapped Up
Wrapped Up è un brano del cantautore inglese Olly Murs, estratto come singolo principale dal suo quarto album in studio Never Been Better, con la collaborazione del rapper americano Travie McCoy. La canzone è stata pubblicata il 7 ottobre in Francia e il 16 novembre 2014 nel Regno Unito dalle etichette discografiche Epic Records e Syco e negli USA dalla Columbia.

## Antefatti
Il singolo è stato scritto da Murs, McCoy, Steve Robson e Claude Kelly e da Robson. Il brano è stata presentata in anteprima il 3 ottobre 2014, nel Regno Unito su Capital FM e il video lyric è stato pubblicato sull'account Vevo lo stesso giorno.

## Video Musicale
Il video musicale ufficiale è stato pubblicato sull'account Vevo il 28 ottobre 2014 ed è stato girato a Los Angeles. Nel video si vede Murs e diversi ballerini sui dei nastri trasportatori mentre fuori campo si sente la voce di McCoy.

## Esibizioni live
Murs ha cantato il singolo nei programmi: The X Factor Australia il 20 ottobre, Sunrise il 21 ottobre e The X Factor UK il 16 novembre 2014. Inoltre ha anche al Big Weekend 2015 di BBC Radio 1 a Norwich, con il DJ di Radio One Nick Grimshaw che faceva la parte rap del brano.

## Tracce

### Download digitale[10]
1. Wrapped Up (feat. Travie McCoy) – 3:05

### CD singolo[11]
1. Wrapped Up (feat. Travie McCoy) – 3:05
2. Wrapped Up (feat. Travie McCoy, Cahill Radio Mix) – 3:36

### EP digitale[10]
1. Wrapped Up (feat. Travie McCoy) – 3:05
2. Wrapped Up (Live for The Sun's Fabulous magazine) – 2:53
3. Wrapped Up (feat. Travie McCoy, Cahill Radio Mix) – 3:36
4. Wrapped Up (feat. Travie McCoy, Westfunk Radio Mix) – 3:12

## Classifica
| Classifica (2014-15)                      | Picco posizione |
| ----------------------------------------- | --------------- |
| Australia (ARIA)                          | 15              |
| Austria (Ö3 Austria Top 40)               | 21              |
| Belgio (Ultratop Fiandre)                 | 3               |
| Belgio (Ultratop Vallonia)                | 5               |
| Repubblica Ceca (Rádio Top 100)           | 23              |
| Repubblica Ceca (Singles Digitál Top 100) | 9               |
| Danimarca (Tracklisten)                   | 18              |
| Finlandia (Suomen virallinen lista)       | 16              |
| Germania (Official German Charts)         | 11              |
| Irlanda (IRMA)                            | 7               |
| Italia(FIMI)                              | 93              |
| Giappone (Billboard Japan Hot 100)        | 8               |
| Giappone Hot Overseas (Billboard)         | 1               |
| Giappone (Dance Hits Top 20)              | 1               |
| Paesi Bassi (Dutch Top 40)                | 17              |
| Paesi Bassi (Single Top 100)              | 22              |
| Polonia (Polish Airplay Top 100)          | 15              |
| Scozia (Official Charts Company)          | 2               |
| Slovacchia (Rádio Top 100)                | 23              |
| Slovacchia (Singles Digitál Top 100)      | 16              |
| Slovenia (SloTop50)                       | 35              |
| Spagna (PROMUSICAE)                       | 18              |
| Svezia (Sverigetopplistan)                | 21              |
| Svizzera (Schweizer Hitparade)            | 18              |
| Regno Unito (Official Charts Company)     | 3               |
| USA (Billboard)                           | 40              |